# Оксифториди
Оксифториди (англ. oxyfluorides) — фториди, які містять кисень. Приклад: заварицькіт, формула: BiOF.
Назва — за хім. складом.